# Seră

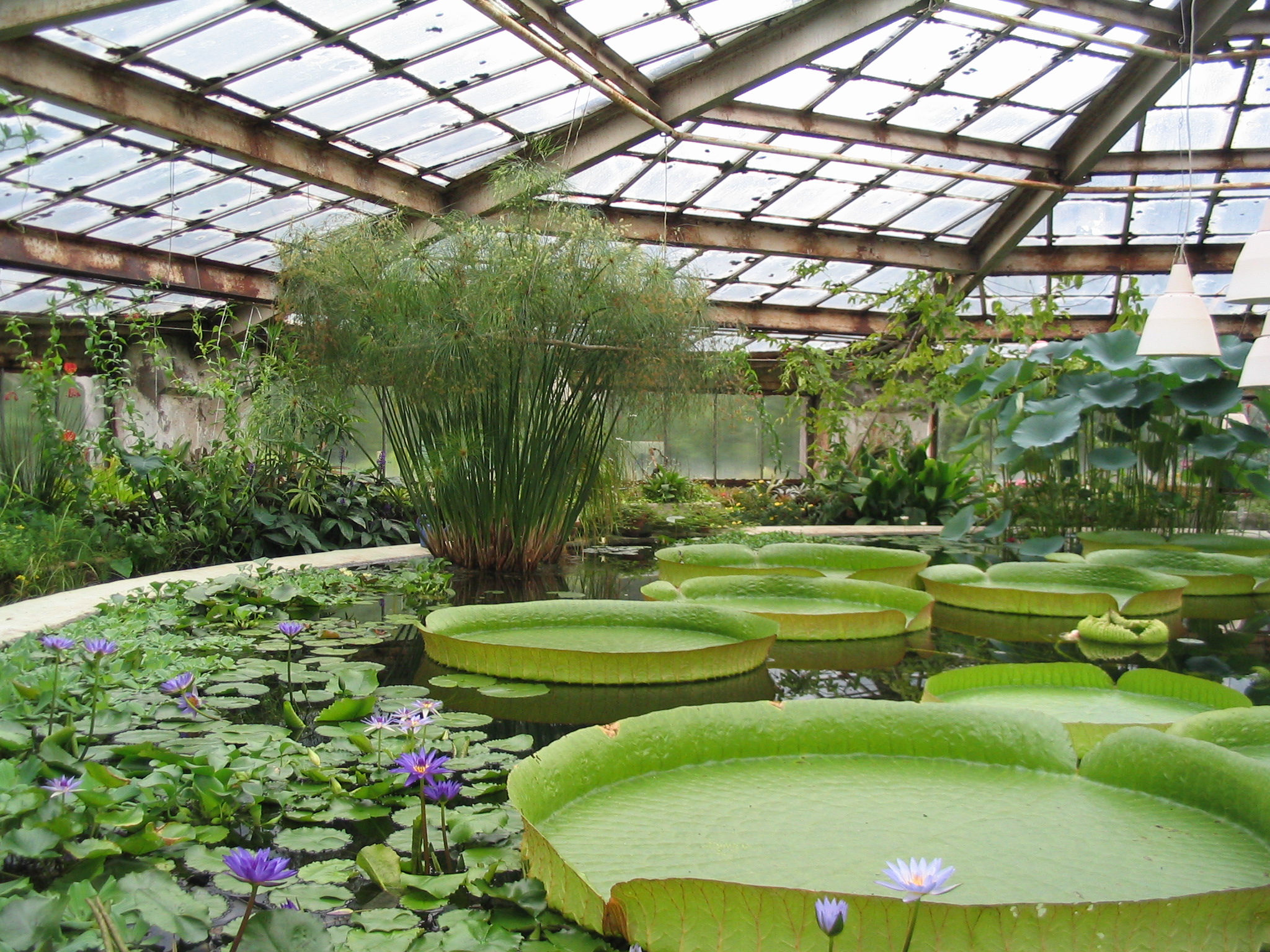
Nufăr gigant într-o seră din grădina botanică din Sankt Petersburg, Rusia.

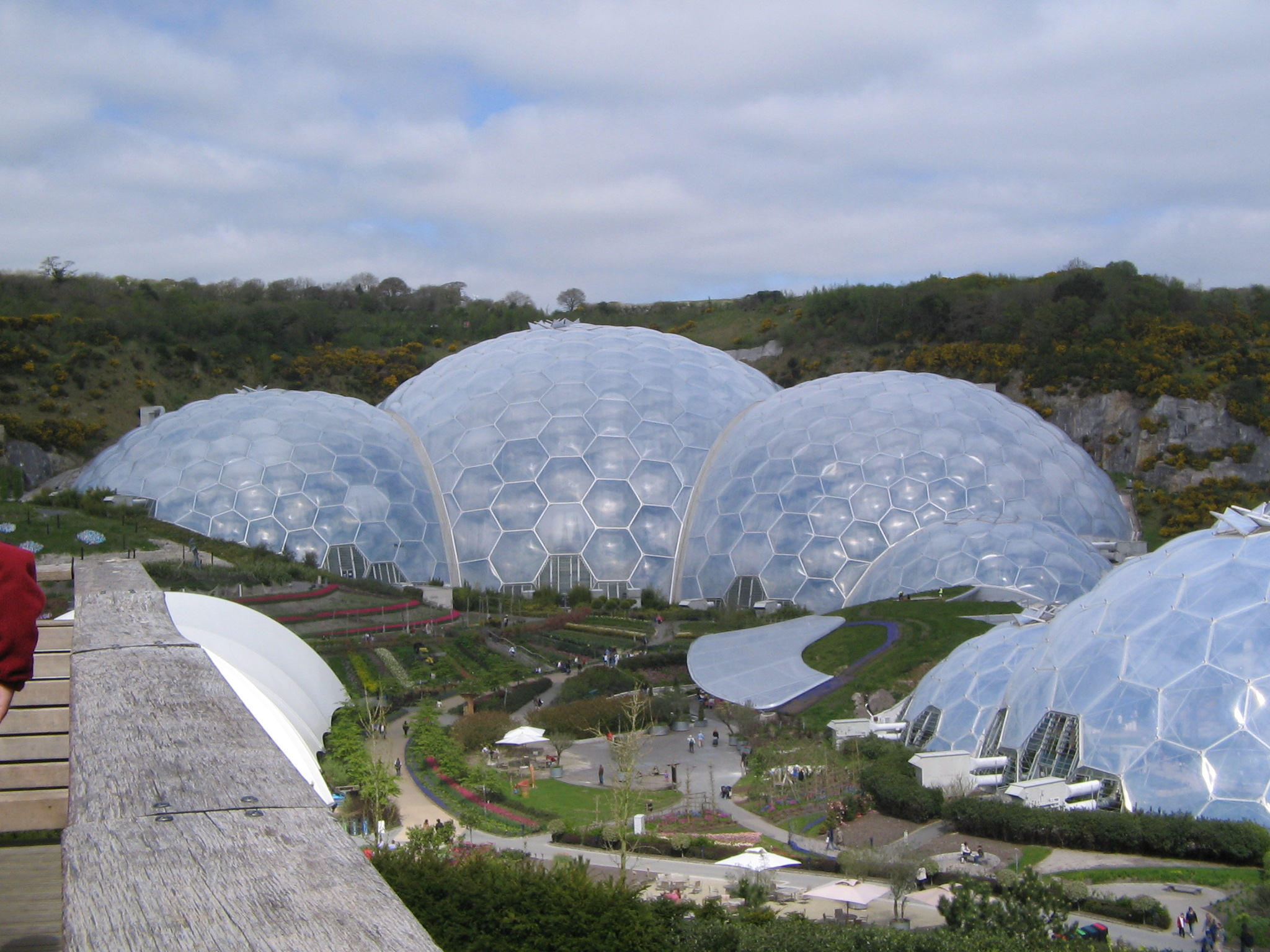
The Eden Project, în Cornwall, Anglia.

O seră (sau solar) este o construcție  specială cu acoperiș (și cu pereți) din sticlă sau din material plastic pentru adăpostirea și cultivarea plantelor care nu suportă frigul în perioada rece a anului.
Încălzirea serelor se realizează în diferite moduri: cu apă caldă, vapori de apă, energie electrică etc. După temperatura obținută în funcție de cerințele plantelor, se disting:
- sere reci, cu temperatura între 8 - 10°;
- sere temperate, cu temperatura între 18 - 20°;
- sere calde, cu temperatura între 25 - 30°.[2]